# Svart glansstjärt
Svart glansstjärt (Metallura phoebe) är en fågel i familjen kolibrier.

## Utbredning och systematik
Fågeln förekommer i Anderna från norra Peru (Cajamarca) till allra nordligaste Chile. Den behandlas som monotypisk, det vill säga att den inte delas in i några underarter.

## Status
IUCN kategoriserar arten som livskraftig.